# إدوارد إي. كاشمان
إدوارد إي. كاشمان (بالإنجليزية: Edward E. Cushman)‏ هو محامي وقاضي أمريكي، ولد في 26 نوفمبر 1865 في كولومبوس جونكشن في الولايات المتحدة، وتوفي في 25 يناير 1944 في تاكوما في الولايات المتحدة.